# Dougal Robertson
Dougal Robertson (1924-1992) was een Schotse zeiler en auteur uit Edinburgh. In 1972 overleefde hij na een schipbreuk gedurende 38 dagen samen met zijn bemanning op zee in een reddingsvlot.

## De schipbreuk
Robertsons verliet de haven in januari 1971 in een dertien meter lange schoener genaamd de Lucette. De bemanning van de schoener bestond op dat moment uit Dougal Robertson, zijn vrouw Lyn, hun 18-jarige zoon Douglas en de 12-jarige tweeling Neil en Sandy. 
Na meer dan een jaar varen in het Atlantische zeegebied, namen ze in het Panamakanaal ‘lifter’ Robin Williams aan boord. Dit onervaren bemanningslid zou hun vergezellen op hun reis naar de Galapagoseilanden en de Stille Zuidzee.
Na zeventien maanden op zee, op 15 juni 1972, werd de Lucette door een aanval van orka's tot zinken gebracht, 200 mijl ten westen van de Galapagoseilanden. Doordat de houten romp van de zeilboot barstte, zonk ze in minder dan een minuut tijd.
De zeskoppige bemanning werd hierdoor gedwongen om zonder kaarten of kompas en met slechts een noodrantsoen voor drie dagen in een opblaasbaar reddingsvlot, een polyester dinghy, op de Stille Oceaan rond te dobberen.
Gedurende 38 dagen overleefden Dougal Robertson en zijn gezelschap in hun reddingsvlot op de Stille Oceaan, onderhevig aan hitte, koude, haaien, storm en watergebrek, door het vangen van schildpadden, vliegende vissen en goudmakreel en het opvangen van regen als drinkwater. 
Na zich 38 dagen op deze manier in leven te houden, werden ze opgemerkt door een Japanse vissersboot (Toka Maru II).
Robertson had een logboek bijgehouden gedurende zijn tijd op het vlot en bracht dit in 1973 uit in de vorm van een boek, genaamd Survive the savage sea. Dit boek werd door J.F. Brongers vertaald in het Nederlands naar ‘De Woeste Zee’.
In 1991 werd zijn verhaal verfilmd en in 2005 schreef zijn zoon Douglas het boek The Last Voyage of the Lucette (de laatste reis van de Lucette).
Dougal schreef ten slotte ook nog het boek Sea Survival: A Manual en zeilde nog tot aan zijn dood in 1992.
- Bibliothèque nationale de France: cb14033297t (data)
- Gemeinsame Normdatei: 142387584
- International Standard Name Identifier: 0000 0001 1075 3282
- Library of Congress Control Number: n50049030
- Nationale Bibliotheek van Tsjechië: xx0074537
- Nederlandse Thesaurus van Auteursnamen: 071535489
- Système universitaire de documentation: 050545353
- Virtual International Authority File: 85788345
- WorldCat: E39PBJwCWfH9vHyycDfCpPGT73